# Passalus nodifrons
Passalus nodifrons is een keversoort uit de familie Passalidae. De wetenschappelijke naam van de soort is voor het eerst geldig gepubliceerd in 1948 door Dibb.